# Adel im Untergang (Film)
Adel im Untergang ist ein zweiteiliger Fernsehfilm des Fernsehens der DDR. Regie führte Wolf-Dieter Panse. In den Hauptrollen sind Erwin Berner und Horst Schulze zu sehen. Es handelt sich um die Verfilmung des gleichnamigen Romans von Ludwig Renn. Die Erstausstrahlung erfolgte im Januar 1981. 

## Inhalt
Im Jahr 1910 beginnt der 20-jährige Arnold Vieth von Golßenau (Anm.: Ludwig Renns ursprünglicher Name) als Fahnenjunker eine Laufbahn als Berufsoffizier beim Heer des Deutschen Kaiserreichs. Als Angehöriger des deutschen Adels ist ihm diese berufliche Karriere vorbestimmt. Während er rasch aufsteigt und es bis zum Generalstabsoffizier an der Westfront bringt, wachsen in ihm Zweifel an der Sinnhaftigkeit seines Tuns. Er gerät in einen inneren Zwiespalt zwischen militärischer Pflichterfüllung und Aufbegehren gegen die Regeln seines Standes.

## Ausstrahlung und Resonanz
Der erste Teil des Farbfilms wurde im Fernsehen der DDR am 1. Januar 1981 erstausgestrahlt und erreichte eine Sehbeteiligung von 18,9 % bei durchschnittlichen Bewertungen von 3,32. Die Ausstrahlung des zweiten Teils am 4. Januar 1981 erreichte eine Sehbeteiligung von 26,2 % und mit 3,6 eine leicht schlechtere Bewertung als der erste Teil.
Am 4. August 2017 erschien der Film auf DVD, herausgegeben von Studio Hamburg Enterprises.

## Kritik
Barbara Faensen äußerte sich in der Neuen Zeit folgendermaßen:

„Daß aber ein Buch, welches Millionen Leser in aller Welt gefunden hat, so verändert über den Bildschirm flimmert, mit Passagen ergänzt, die Renn nie geschrieben hat oder in anderem Zusammenhang, mit verschobenen Perspektiven, überzogenen Details, mit groben Regiefehlern, in einer langweiligen Kameraführung, mit Szenen von solcher Papiertrockenheit, wie sie Renn nicht unterlaufen wären — das muß den Literaturfreund nun doch verdrießen.“

Peter Hoff schrieb im Neuen Deutschland: 

„Trotz notwendiger Einwände: ein schöner und stimmungsvoller Film, ein poetischer Beitrag zur Herausbildung unseres Geschichtsbildes. Historischen Biographien (von Müntzer bis Scharnhorst) freilich steht er näher als Ludwig Renns dichterischer Epochenschau. Mit dieser Einschränkung läßt sich sagen: Ein Zeitalter wurde besichtigt.“